# Apanteles cockerelli
Apanteles cockerelli är en stekelart som beskrevs av Muesebeck 1921. Apanteles cockerelli ingår i släktet Apanteles och familjen bracksteklar. Inga underarter finns listade i Catalogue of Life.